# 新喬爾諾莫爾亞

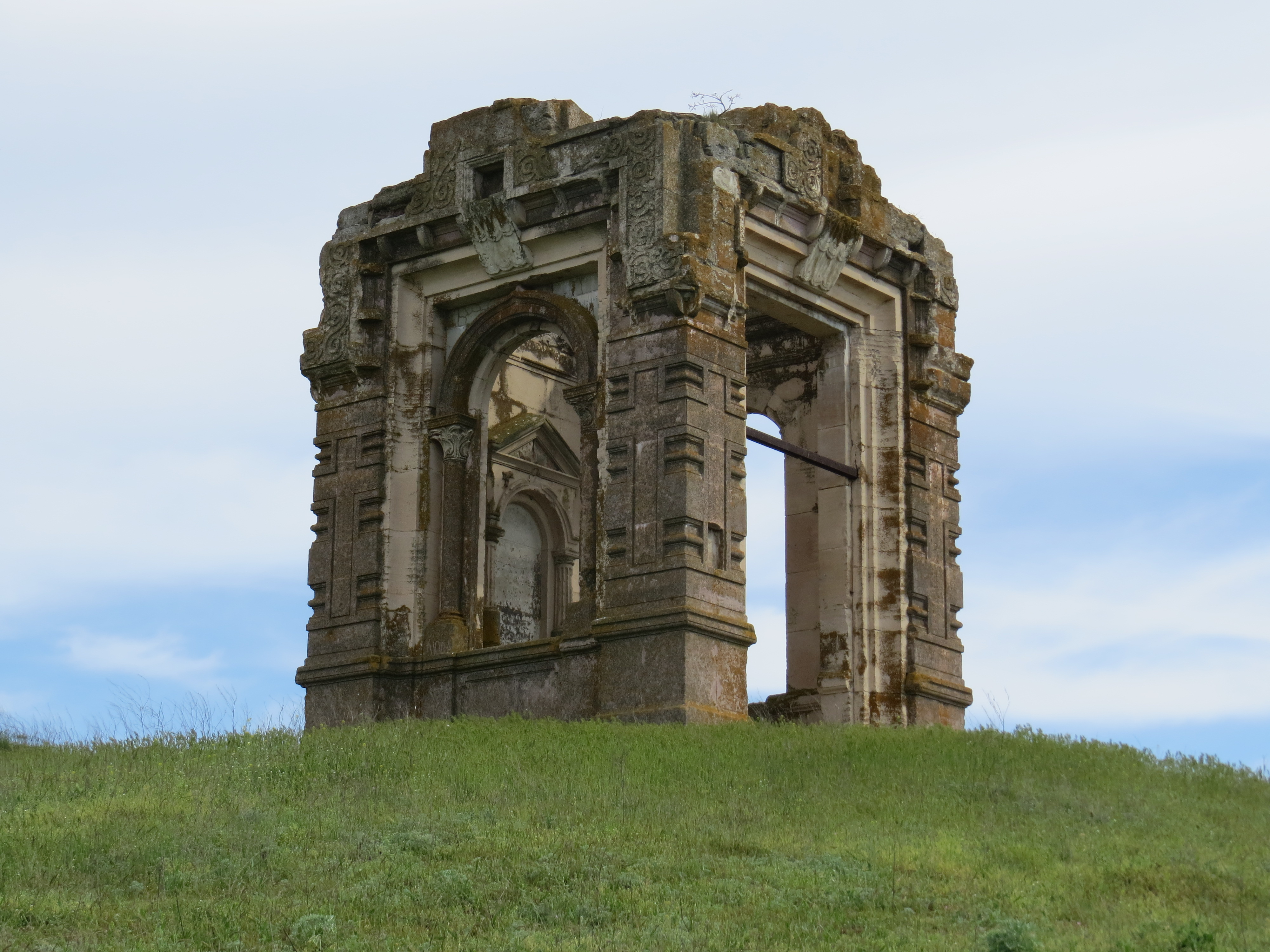
某个家族的墓穴

46°12′4″N 32°15′29″E / 46.20111°N 32.25806°E
新喬爾諾莫尔亞（烏克蘭語：Новочорномор'я）是位於烏克蘭南部的村莊，由赫爾松州斯卡多夫斯克區的貝赫泰里市鎮負責管轄。該村始建於1921年，面積1.18平方公里，海拔高度2米，2001年人口314，人口密度每平方公里266.8人。